# Assumpta Roura
Assumpta Roura   (Barcelona, 1952 - 2014) fou una periodista i escriptora catalana.
Llicenciada en filosofia i lletres per la Universitat de Barcelona, diplomada en sociologia de la comunicació per la Universitat Paul Valerie de Montpeller ("Sociología y comunicación en los albores del siglo XXI: pautas mediáticas y nuevos comportamientos sociales"), es va iniciar en el món periodístic a Mundo Diario, i posteriorment, entre d'altres mitjans, va col·laborar amb La Vanguardia, Avui, El Mundo Cataluña, Interviú, Tiempo i La Voz de Galicia.
Va escriure diferents llibres, va fer de traductora i es va dedicar també a la fotografia. Un dels seus llibres més coneguts i colpidors és "Hasta luego, tristeza. Autobiografia de una depresión", basat en la seva experiència amb aquesta greu malaltia; en el llibre també parla de les seves difícils relacions sentimentals.
Va ser una persona compromesa socialment. Va militar a Bandera Roja als anys 70. Anys més tard, entre d'altres implicacions, va simpatitzar amb el Moviment 15-M. A més de a la premsa impresa, va anar publicant articles a diferents mitjans virtuals i va ser activa a les xarxes socials.
Després d'haver sigut una notable escriptora i haver publicat a grans editorials (Planeta, Plaza & Janés, Gedisa...), al final de la seva vida, amb importants problemes de salut i econòmics, va acabar vivint gràcies a les ajudes de Caritas.

## Publicacions
- Isabel Preysler: el triunfo de una mujer (1986)
- Contigo ¡pan y caviar!: tú, yo y el dinero (1990)
- La radio de Julia (1992)
- Protagonistas. Luis del Olmo, la radio y yo (1993, conjuntament amb Luis del Olmo)
- Nosotros, que nos quisimos tanto: el libro de los que fuimos jóvenes (1996)
- La mujer ante el espejo: apuntes sobre el amor (1997)
- Mujeres para después de una guerra: una moral hipócrita del franquismo (1998)
- El misterio de la mujer de El Pardo (2000)
- Hasta luego, tristeza. Autobiografía de una depresión (2000)
- Entre nosotras: de mi madre a mi hija (2001)
- El bolero de Caperucita (2002)
- Un inmenso prostíbulo. Mujer y moralidad durante el franquismo (2005)
- Telenovelas, pasiones de mujer: el sexo del culebrón (2009)